# 日本貿易学会
日本貿易学会（にほんぼうえきがっかい、英: Japan Academy for International Trade and Business）は、1961年（昭和36年）7月1日設立の貿易実務・商務、貿易論、貿易政策、国際金融、ロジスティクス研究などグローバルビジネス研究のパイオニア的学会。

## 沿革[1]
| 第1回  | 昭和36（1961）年9月29・30日           | 日本大学               |
| 第2回  | 昭和37（1962）年5月14・15日           | 近畿大学               |
| 第3回  | 昭和38（1963）年5月18・19日           | 明治大学               |
| 第4回  | 昭和39（1964）年5月20・21日           | 名城大学               |
| 第5回  | 昭和40（1965）年5月25・26日           | 専修大学               |
| 第6回  | 昭和41（1966）年10月28・29日          | 西南大学               |
| 第7回  | 昭和42（1967）年5月19・20日           | 早稲田大学             |
| 第8回  | 昭和43（1968）年5月17・18日           | 関西学院大学           |
| 第9回  | 昭和44（1969）年5月16・17日           | 横浜商科大学           |
| 第10回 | 昭和45（1970）年5月25・26日           | 大阪市立大学           |
| 第11回 | 昭和46（1971）年4月1 ・2 日           | 中央大学               |
| 第12回 | 昭和47（1972）年4月1 ・2日            | 福岡大学               |
| 第13回 | 昭和48（1973）年4月1 ・2日            | 青山学院大学           |
| 第14回 | 昭和49（1974）年4月3 ・4日            | 愛知学院大学           |
| 第15回 | 昭和50（1975）年4月26・27日           | 専修大学               |
| 第16回 | 昭和51（1976）年4月24・25日           | 近畿大学               |
| 第17回 | 昭和52（1977）年4月14・15日           | 明治大学               |
| 第18回 | 昭和53（1978）年5月13・14日           | 久留米大学             |
| 第19回 | 昭和54（1979）年5月9 ・10日           | 小樽商科大学           |
| 第20回 | 昭和55（1980）年6月10・11日           | 関西学院大学           |
| 第21回 | 昭和56（1981）年5月15・16日           | 千葉商科大学           |
| 第22回 | 昭和57（1982）年5月14・15日           | 広島修道大学           |
| 第23回 | 昭和58（1983）年5月14・15日           | 早稲田大学             |
| 第24回 | 昭和59（1984）年5月12・13日           | 近畿大学               |
| 第25回 | 昭和60（1985）年5月27・28日           | 日本大学               |
| 第26回 | 昭和61（1986）年5月10・11日           | 下関市立大学           |
| 第27回 | 昭和62（1987）年5月23・24日           | 中央学院大学           |
| 第28回 | 昭和63（1988）年5月14・15日           | 熊本商科大学           |
| 第29回 | 平成元（1989）年5月13・14日           | 名古屋商科大学         |
| 第30回 | 平成2 （1990）年5月12・13日           | 早稲田大学             |
| 第31回 | 平成3 （1991）年5月17・18日           | 久留米大学             |
| 第32回 | 平成4 （1992）年5月15・16日           | 北海学園北見大学       |
| 第33回 | 平成5 （1993）年5月22・23日           | 神戸市外国語大学       |
| 第34回 | 平成6 （1994）年5月20・21日           | 神奈川大学             |
| 第35回 | 平成7 （1995）年5月27・28日           | 長崎県立大学           |
| 第36回 | 平成8 （1996）年6月1 ・2日            | 和光大学               |
| 第37回 | 平成9 （1997）年5月24・25日           | 広島修道大学           |
| 第38回 | 平成10（1998）年6月13・14日           | 城西大学               |
| 第39回 | 平成11（1999）年6月5 ・6日            | 静岡産業大学           |
| 第40回 | 平成12（2000）年6月3 ・4 日           | 国士舘大学             |
| 第41回 | 平成13（2001）年6月2 ・3日            | 同志社大学             |
| 第42回 | 平成14（2002）年6月1 ・2日            | 立命館アジア太平洋大学 |
| 第43回 | 平成15（2003）年5月10・11日           | 神戸国際大学           |
| 第44回 | 平成16（2004）年6月5 ・6日            | 日本大学               |
| 第45回 | 平成17（2005）年5月28・29日           | 広島経済大学           |
| 第46回 | 平成18（2006）年5月27・28日           | 明治大学               |
| 第47回 | 平成19（2007）年6月2 ・3日            | 同志社女子大学         |
| 第48回 | 平成20（2008）年5月31日、6月1日       | 青山学院大学           |
| 第49回 | 平成21（2009）年5月30・31日           | 近畿大学               |
| 第50回 | 平成22（2010）年5月29・30日           | 日本大学               |
| 第51回 | 平成23（2011）年5月 28・29日          | 京都産業大学           |
| 第52回 | 平成24（2012）年5月19・20日           | 城西大学               |
| 第53回 | 平成25（2013）年6月1 ・2 日           | 大阪経済法科大学       |
| 第54回 | 平成26（2014）年5月31日、6月1日       | 和光大学               |
| 第55回 | 平成27（2015）年5月30・31日           | 九州国際大学           |
| 第56回 | 平成28（2016）年5月28・29日           | 明海大学               |
| 第57回 | 平成29（2017）年5月27・28日           | 愛知学院大学           |
| 第58回 | 平成30（2018）年5月19・20日           | 高千穂大学             |
| 第59回 | 令和元（2019）年5月25・26日           | 松山大学               |
| 延期   | 令和2（2020）年 6月27日               | 会員総会のみ（online） |
| 第60回 | 令和3（2021）年11月20,27,28日,12月4日 | オンライン             |
| 第61回 | 令和4（2022）年6月10・11・12日        | 富山大学               |

## 歴代会長[2]
| 歴代   | 会長名     | 年 度                     |
| 初代   | 上坂酉三   | 1961-69（昭和36-44)       |
| 第2代  | 景山哲夫   | 1970-71（昭和45-46)       |
| 第3代  | 岡村邦輔   | 1972（昭和47)             |
| 第4代  | 中田操六   | 1973（昭和48)             |
| 第5代  | 高井 眞    | 1974（昭和49)             |
| 第6代  | 岩元 岬    | 1975-76（昭和50-51)       |
| 第7代  | 生島広治郎 | 1977（昭和52）            |
| 第8代  | 町田 実    | 1978（昭和53)             |
| 第9代  | 岩根典夫   | 1979（昭和54）            |
| 第10代 | 岩城 剛    | 1980（昭和55）            |
| 第11代 | 高井 眞    | 1981（昭和56)             |
| 第12代 | 朝岡良平   | 1982（昭和57)             |
| 第13代 | 来住哲二   | 1983（昭和58)             |
| 第14代 | 岡村邦輔   | 1984（昭和59)             |
| 第15代 | 浜谷源蔵   | 1985-86（昭和60-61)       |
| 第16代 | 高井 眞    | 1987-88（昭和62-63)       |
| 第17代 | 斎藤祥男   | 1989-92（平成元年-4)      |
| 第18代 | 朝岡良平   | 1993-94（平成5-6)         |
| 第19代 | 飯沼博一   | 1995-98（平成7-10)        |
| 第20代 | 山田晃久   | 1999-2002（平成11-14)     |
| 第21代 | 小林 晃    | 2003-06（平成15-18)       |
| 第22代 | 秋山憲治   | 2007-08（平成19-20)       |
| 第23代 | 岩田伸人   | 2009-10（平成21-22)       |
| 第24代 | 信 達郎    | 2011-12（平成23-24)       |
| 第25代 | 篠原敏彦   | 2013-14（平成25-26)       |
| 第26代 | 藤澤武史   | 2015-16（平成27-28)       |
| 第27代 | 篠原敏彦   | 2017-18（平成29-30)       |
| 第28代 | 吉岡秀輝   | 2019- （令和元年-令和3年) |
| 第29代 | 河野公洋   | 2019- （令和4年- )        |

### 刊行物
『日本貿易学会誌（ Journal of Japan Academy for International Trade and Business）』ISSN：2186-7569
『日本貿易学会研究論文（Research Paper of Japan Academy for International Trade and Business）』ISSN：2186-7577

## その他
国内における学術連合体への加入：日本学術会議協力学術研究団体、日本経済学会連合
地方部会：東部部会、西部部会（関西部会、広島部会、九州部会）